# Фалкензе
Фалкензе (њем. Falkensee) град је у њемачкој савезној држави Бранденбург. Једно је од 26 општинских средишта округа Хафеланд. Према процјени из 2010. у граду је живјело 39.821 становника. Посједује регионалну шифру (AGS) 12063080.

## Географски и демографски подаци
Фалкензе се налази у савезној држави Бранденбург у округу Хафеланд. Град се налази на надморској висини од 32 метра. Површина општине износи 43,3 km². У самом граду је, према процјени из 2010. године, живјело 39.821 становника. Просјечна густина становништва износи 920 становника/km².